# Capdenac-Gare
Pour les articles homonymes, voir Capdenac.
Capdenac-Gare est une commune française, située dans le département de l'Aveyron en région Occitanie. C'est la neuvième ville du département.
Le patrimoine architectural de la commune comprend un immeuble protégé au titre des monuments historiques : le château de Saint-Julien d'Empare, inscrit en 1977.

## Géographie

### Localisation et communes limitrophes
La commune de Capdenac-Gare se trouve au nord-ouest du département de l'Aveyron, dans la petite région agricole du Bas Quercy.
Ses principales caractéristiques sont d'être une ville récente (elle a fêté ses 150 ans en 2011) et de s'être développée à partir d'une gare ferroviaire.
Selon certaines études, Capdenac-Gare devrait être dans le département du Lot comme sa ville jumelle Capdenac. La question de son rattachement au département voisin fait l'objet de débats depuis plusieurs années.
Elle se situe à 59 km par la route de Rodez, préfecture du département, à 30 km de Villefranche-de-Rouergue, sous-préfecture. La commune fait en outre partie du bassin de vie de Figeac.
Les communes les plus proches sont, :
Capdenac (46) (1,4 km), Sonnac (3,4 km), Lunan (46) (3,5 km), Lentillac-Saint-Blaise (46) (3,9 km), Cuzac (46) (5,0 km), Saint-Félix (46) (5,3 km), Felzins (46) (5,6 km), Figeac (46) (5,7 km), Naussac (5,8 km).

### Hydrographie et relief
La commune est drainée par le Lot, la Diège, le ruisseau de Cerles, le ruisseau de la Garrigue et par divers petits cours d'eau.
Le Lot prend sa source à 1 272 m d’altitude sur la montagne du Goulet (nord du mont Lozère), dans la commune de Cubières (48), et se jette dans la Garonne à Monheurt (47), après avoir parcouru 484 km et traversé 129 communes.
La Diège, d'une longueur totale de 19,1 km, prend sa source dans la commune de Villeneuve et se jette dans le Lot à Capdenac-Gare, après avoir arrosé 5 communes.
La ville de Capdenac-Gare se situe au creux d'un large méandre du Lot, en rive gauche à sa confluence avec la Diège, à la limite entre les départements de l'Aveyron et du Lot.
Cette situation dans la plaine alluviale lui donne un relief local faible, dans une zone où le Lot est parfois fortement encaissé dans sa vallée et où cette topographie peut entraîner des contraintes fortes sur le passage des voies de communications.

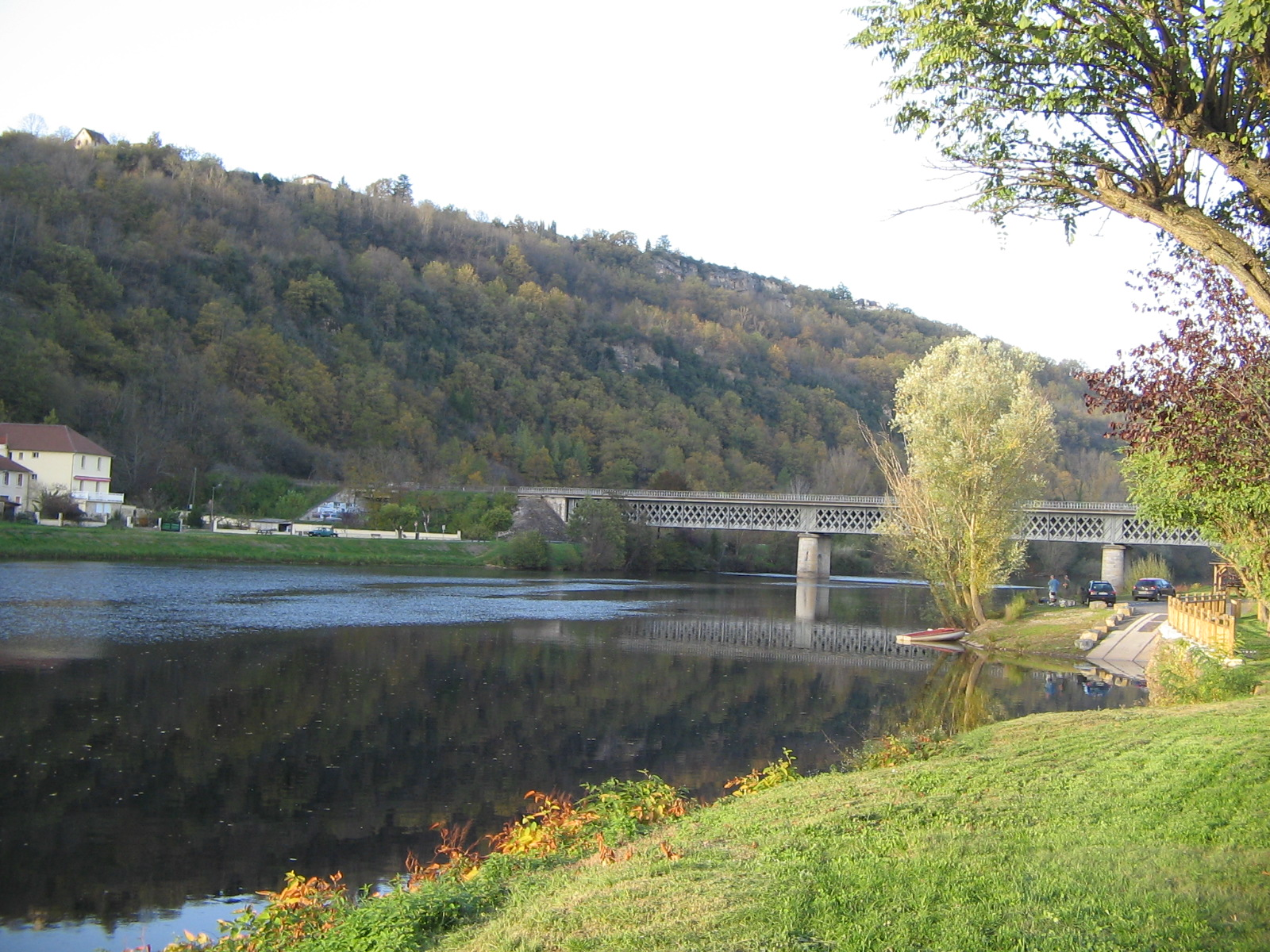
Le Lot à Capdenac-Gare en novembre 2012.
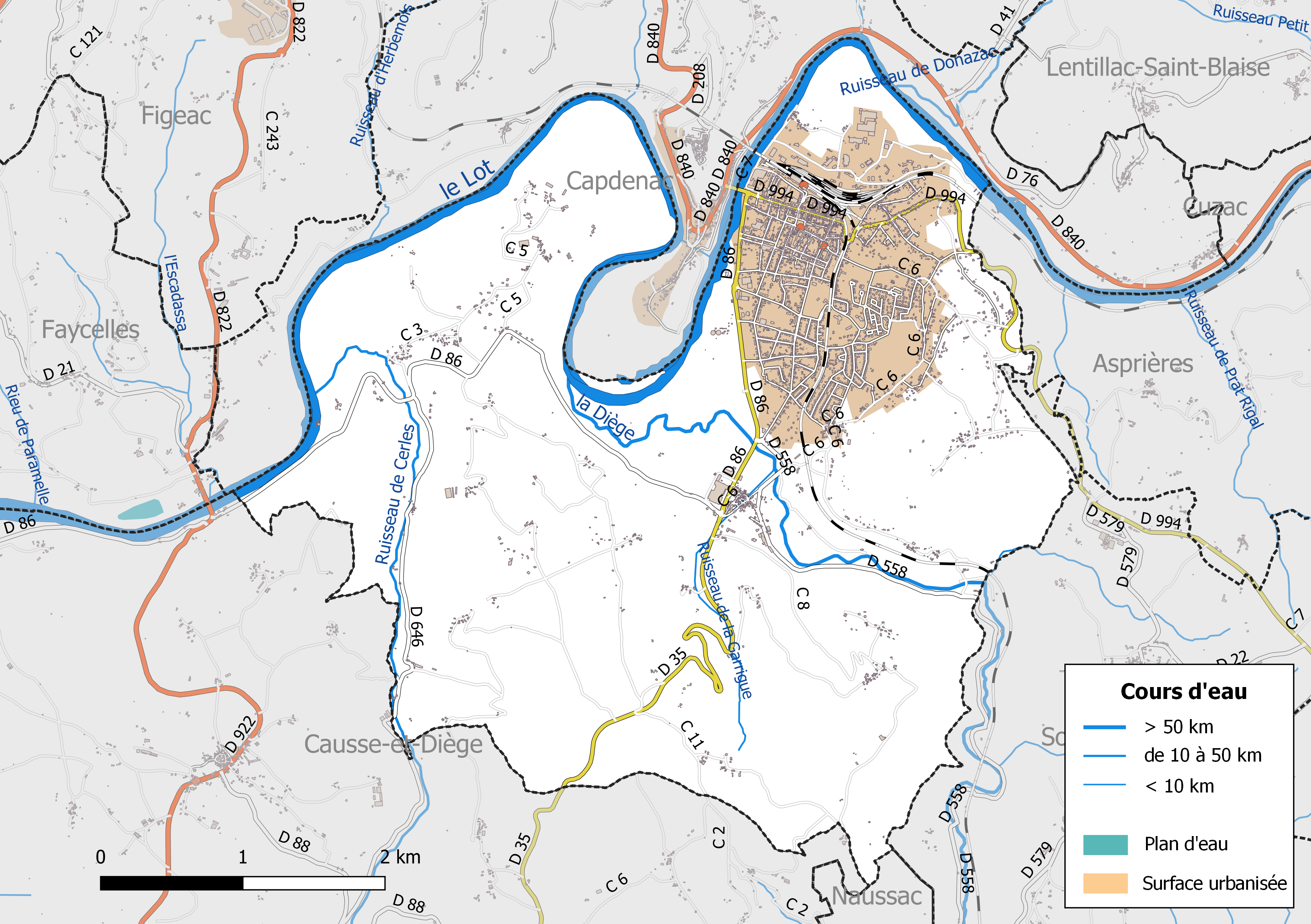
Réseaux hydrographique et routier de Capdenac-Gare.

### Climat
Pour des articles plus généraux, voir Climat de l'Occitanie et Climat de l'Aveyron.
En 2010, le climat de la commune est de type climat océanique altéré, selon une étude s'appuyant sur une série de données couvrant la période 1971-2000. En 2020, Météo-France publie une typologie des climats de la France métropolitaine dans laquelle la commune est dans une zone de transition entre le climat océanique altéré et le climat de montagne et est dans la région climatique Ouest et nord-ouest du Massif Central, caractérisée par une pluviométrie annuelle de 900 à 1 500 mm, maximale en automne et en hiver.
Pour la période 1971-2000, la température annuelle moyenne est de 13,1 °C, avec une amplitude thermique annuelle de 15,9 °C. Le cumul annuel moyen de précipitations est de 939 mm, avec 11,2 jours de précipitations en janvier et 6,5 jours en juillet. Pour la période 1991-2020, la température moyenne annuelle observée sur la station météorologique la plus proche, située sur la commune de Saint-Constant-Fournoulès à 17 km à vol d'oiseau, est de 12,7 °C et le cumul annuel moyen de précipitations est de 1 058,4 mm,. Pour l'avenir, les paramètres climatiques de la commune estimés pour 2050 selon différents scénarios d'émission de gaz à effet de serre sont consultables sur un site dédié publié par Météo-France en novembre 2022.

### Milieux naturels et biodiversité
L’inventaire des zones naturelles d'intérêt écologique, faunistique et floristique (ZNIEFF) a pour objectif de réaliser une couverture des zones les plus intéressantes sur le plan écologique, essentiellement dans la perspective d’améliorer la connaissance du patrimoine naturel national et de fournir aux différents décideurs un outil d’aide à la prise en compte de l’environnement dans l’aménagement du territoire.
Le territoire communal de Capdenac-Gare comprend une ZNIEFF de type 1,,
le « Cours moyen du Lot » (1 543 ha), couvrant 33 communes dont 8 dans l'Aveyron et 25 dans le Lot
, et une ZNIEFF de type 2,,
la « Moyenne vallée du Lot » (7 893 ha), qui s'étend sur 36 communes dont 8 dans l'Aveyron et 28 dans le Lot.

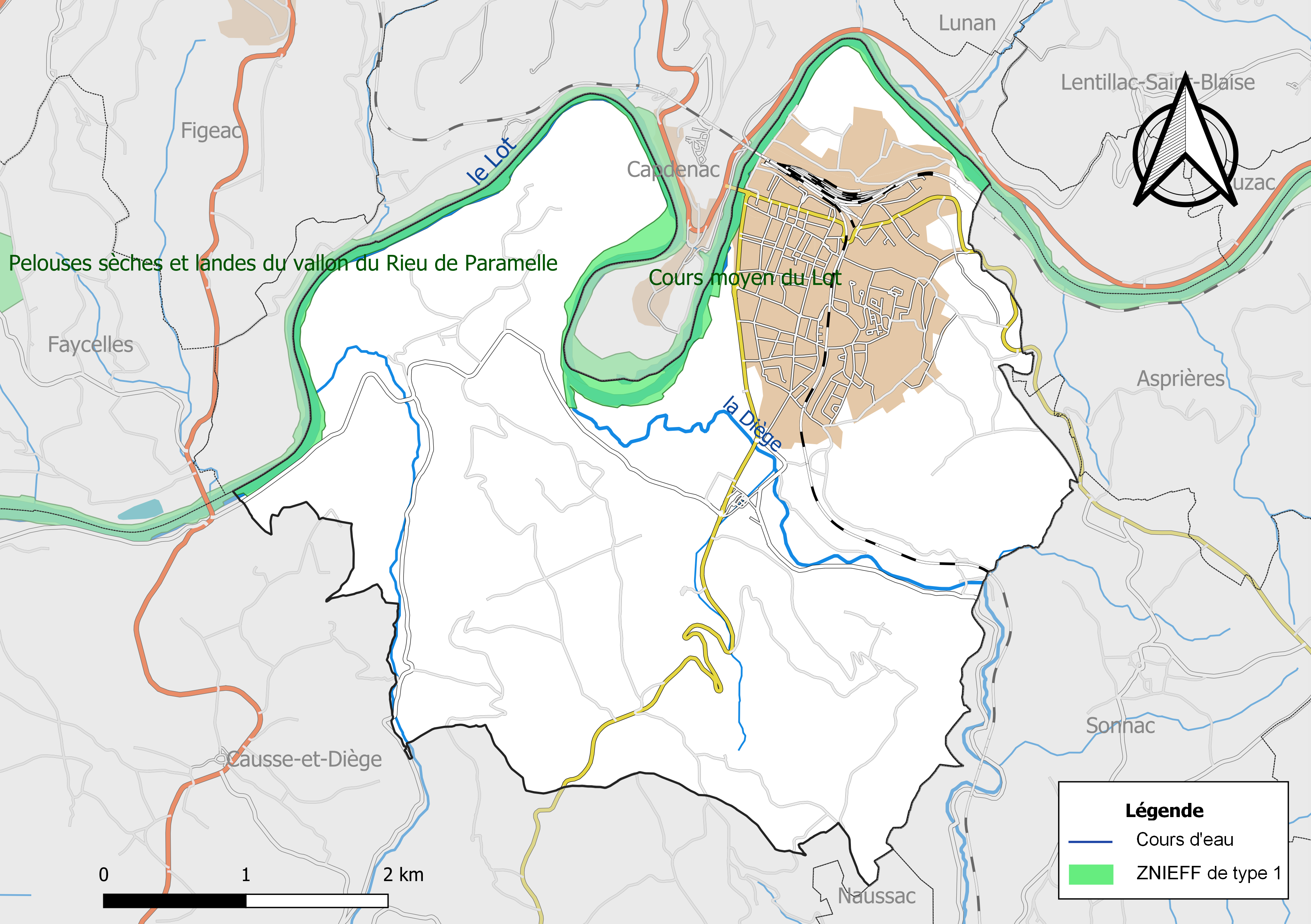
Carte de la ZNIEFF de type 1 de la commune.
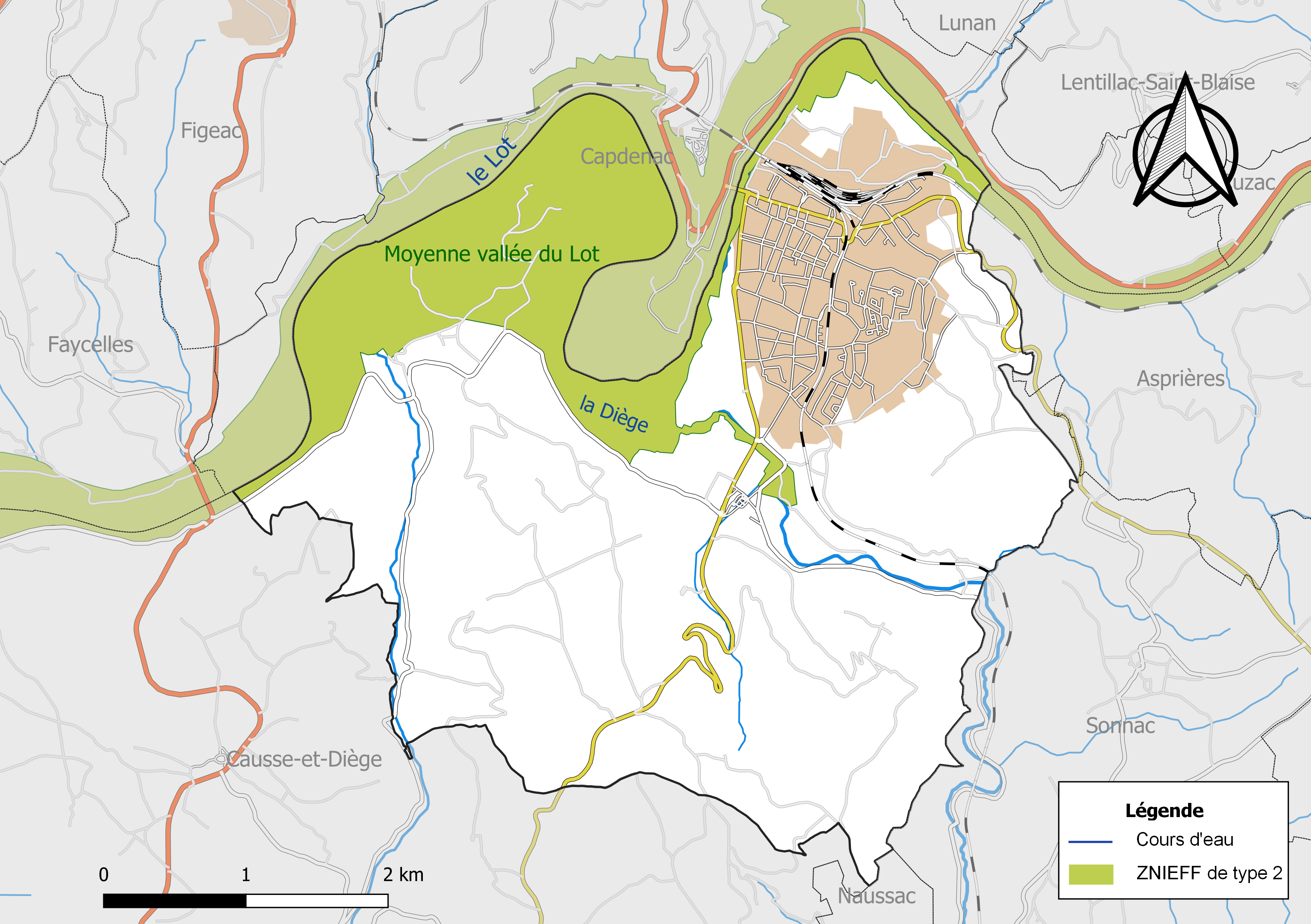
Carte de la ZNIEFF de type 2 de la commune.

## Urbanisme

### Typologie
Au 1er janvier 2024, Capdenac-Gare est catégorisée bourg rural, selon la nouvelle grille communale de densité à 7 niveaux définie par l'Insee en 2022.
Elle appartient à l'unité urbaine de Capdenac-Gare, une unité urbaine monocommunale constituant une ville isolée,. Par ailleurs la commune fait partie de l'aire d'attraction de Figeac, dont elle est une commune de la couronne,. Cette aire, qui regroupe 59 communes, est catégorisée dans les aires de moins de 50 000 habitants,.

### Occupation des sols

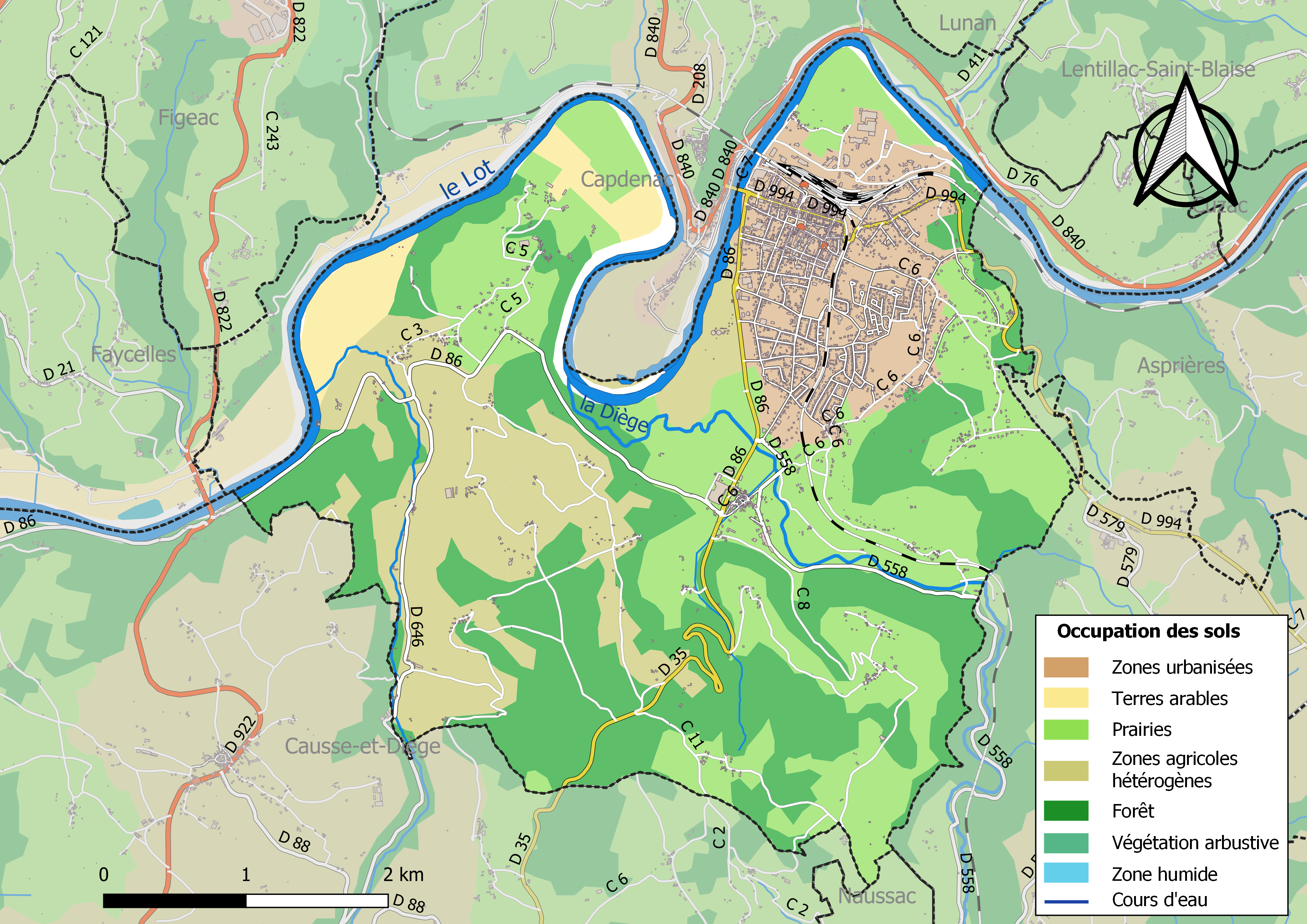
Infrastructures et occupation des sols de la commune de Capdenac-Gare.

L'occupation des sols de la commune, telle qu'elle ressort de la base de données européenne d’occupation biophysique des sols Corine Land Cover (CLC), est marquée par l'importance des territoires agricoles (50,2 % en 2018), en diminution par rapport à 1990 (51,2 %). La répartition détaillée en 2018 est la suivante :
forêts (31,1 %), prairies (29,2 %), zones agricoles hétérogènes (17,6 %), zones urbanisées (13,9 %), terres arables (3,5 %), eaux continentales (3,5 %), zones industrielles ou commerciales et réseaux de communication (1,3 %).

### Planification
La loi SRU du 13 décembre 2000 a incité fortement les communes à se regrouper au sein d’un établissement public, pour déterminer les partis d’aménagement de l’espace au sein d’un SCoT, un document essentiel d’orientation stratégique des politiques publiques à une grande échelle. La commune est dans le territoire du SCoT du Pays de Figeac, dont le périmètre a été fixé en 2011, le projet a été arrêté par le comité syndical en 2015 puis, après enquête en mai 2016, approuvé en décembre 2016. La structure porteuse est le Pôle d'équilibre territorial et rural Figeac - Quercy - Vallée de la Dordogne, qui associe deux communautés de communes, notamment la communauté de communes Grand-Figeac (nouvelle), dont la commune est membre.
La commune, en 2017, avait engagé l'élaboration d'un plan local d'urbanisme.

### Morphologie urbaine
Le tissu urbain du centre-ville, accolé au sud de la gare, est organisé selon un plan quadrillé. L'urbanisation plus récente, vers le sud et vers l'est, est principalement constituée de lotissements allant jusqu'aux coteaux fermant le bord sud de la plaine alluviale.
La commune de Capdenac-Gare se compose de :
- La ville de Capdenac-Gare
- Le village de Saint-Julien-d'Empare
- Le village de Livinhac-le-Bas

### Voies de communication et transports

#### Voies de communication
La gare se trouve dans la zone nord-ouest du méandre, assurant la jonction entre la ligne de chemin de fer qui suit la vallée du Lot vers l'ouest, celle partant vers l'est et traversant la rivière peu après la gare, et enfin celle partant vers le sud. Le réseau routier principal suit, assez logiquement, les voies de chemin de fer pour relier la commune aux autres villes des alentours.

#### Axes ferroviaires
La gare de Capdenac est en activité depuis 1858.Elle fut la plus importante gare de triage d'Aveyron et le premier employeur de la commune durant près d'un siècle, placée au centre d'une étoile ferroviaire à cinq branches, avec au départ de Capdenac les lignes :
- Capdenac-Toulouse ;
- Capdenac-Rodez ;
- Capdenac-Brive ;
- Capdenac-Aurillac ;
- Capdenac-Cahors (aujourd’hui désaffectée).

### Risques majeurs
Le territoire de la commune de Capdenac-Gare est vulnérable à différents aléas naturels : inondations, climatiques (hiver exceptionnel ou canicule), feux de forêts et séisme (sismicité très faible).
Il est également exposé à deux risques technologiques, le transport de matières dangereuses et la rupture d'un barrage, et à un risque particulier, le risque radon,.

#### Risques naturels

Zones inondables de la commune de Capdenac-Gare.

Certaines parties du territoire communal sont susceptibles d’être affectées par le risque d’inondation par débordement du Lot et de la Diège. Les dernières grandes crues historiques, ayant touché plusieurs parties du département, remontent aux 3 et 4 décembre 2003 (dans le bassin du Lot, de l'Aveyron, du Viaur et du Tarn) et au 28 novembre 2014 (bassins de la Sorgues et du Dourdou). Ce risque est pris en compte dans l'aménagement du territoire de la commune par le biais du Plan de prévention du risque inondation (PPRI) Lot aval 3, approuvé le 6 avril 2010.
Le Plan départemental de protection des forêts contre les incendies découpe le département de l’Aveyron en sept « bassins de risque » et définit une sensibilité des communes à l’aléa feux de forêt (de faible à très forte). La commune est classée en sensibilité forte.
Les mouvements de terrains susceptibles de se produire sur la commune sont soit des mouvements liés au retrait-gonflement des argiles, soit des effondrements liés à des cavités souterraines. Le phénomène de retrait-gonflement des argiles est la conséquence d'un changement d'humidité des sols argileux. Les argiles sont capables de fixer l'eau disponible mais aussi de la perdre en se rétractant en cas de sécheresse. Ce phénomène peut provoquer des dégâts très importants sur les constructions (fissures, déformations des ouvertures) pouvant rendre inhabitables certains locaux. La carte de zonage de cet aléa peut être consultée sur le site de l'observatoire national des risques naturels Géorisques. Une autre carte permet de prendre connaissance des cavités souterraines localisées sur la commune.

#### Risques technologiques
Le risque de transport de matières dangereuses sur la commune est lié à sa traversée par des infrastructures routières et ferroviaires importantes et la présence d'une canalisation de transport de gaz. Un accident se produisant sur de telles infrastructures est en effet susceptible d’avoir des effets graves au bâti ou aux personnes jusqu’à 350 m, selon la nature du matériau transporté. Des dispositions d’urbanisme peuvent être préconisées en conséquence.
Dans le département de l'Aveyron on dénombre huit grands barrages susceptibles d’occasionner des dégâts en cas de rupture. La commune fait partie des 64 communes susceptibles d’être touchées par l’onde de submersion consécutive à la rupture d’un de ces barrages.

#### Risque particulier
Dans plusieurs parties du territoire national, le radon, accumulé dans certains logements ou autres locaux, peut constituer une source significative d’exposition de la population aux rayonnements ionisants. Toutes les communes du département sont concernées par le risque radon à un niveau plus ou moins élevé. La commune de Capdenac-Gare est classée à risque faible.

## Histoire

### Préhistoire
La commune de Capdenac-Gare (autrefois commune de Saint-Julien-d'Empare) est peuplée au moins depuis le Néoltihique, comme l'atteste la présence du dolmen de la Garrigue dit aussi du Causse Blanc.

### Antiquité
Son histoire commence dès l'époque gallo-romaine. En effet, des travaux dans l'axe de l'actuelle rue Carnot, en 1947, ont permis la mise au jour d'une portion de voie en dalles de granit, solidement bâtie à travers la plaine, attribuable à l'époque romaine (la mairie conserve des pavés extraits de celle-ci). Cette Voie Romaine, venant très probablement de Rodez, se dirige vers la rivière du Lot. Cela permet aux chercheurs de supposer qu'elle s'orientait vers une traversée par un gué dont on n'a pas encore retrouvé la trace.

### Après la Révolution
Création en 1790 des communes de Saint-Julien-d'Empare et de Livinhac-le-Bas, dans le canton d'Asprières. En 1834 la commune de Saint-Julien-d'Empare absorbe la commune de Livinhac-le-Bas.

### XIXesiècle: création de la gare

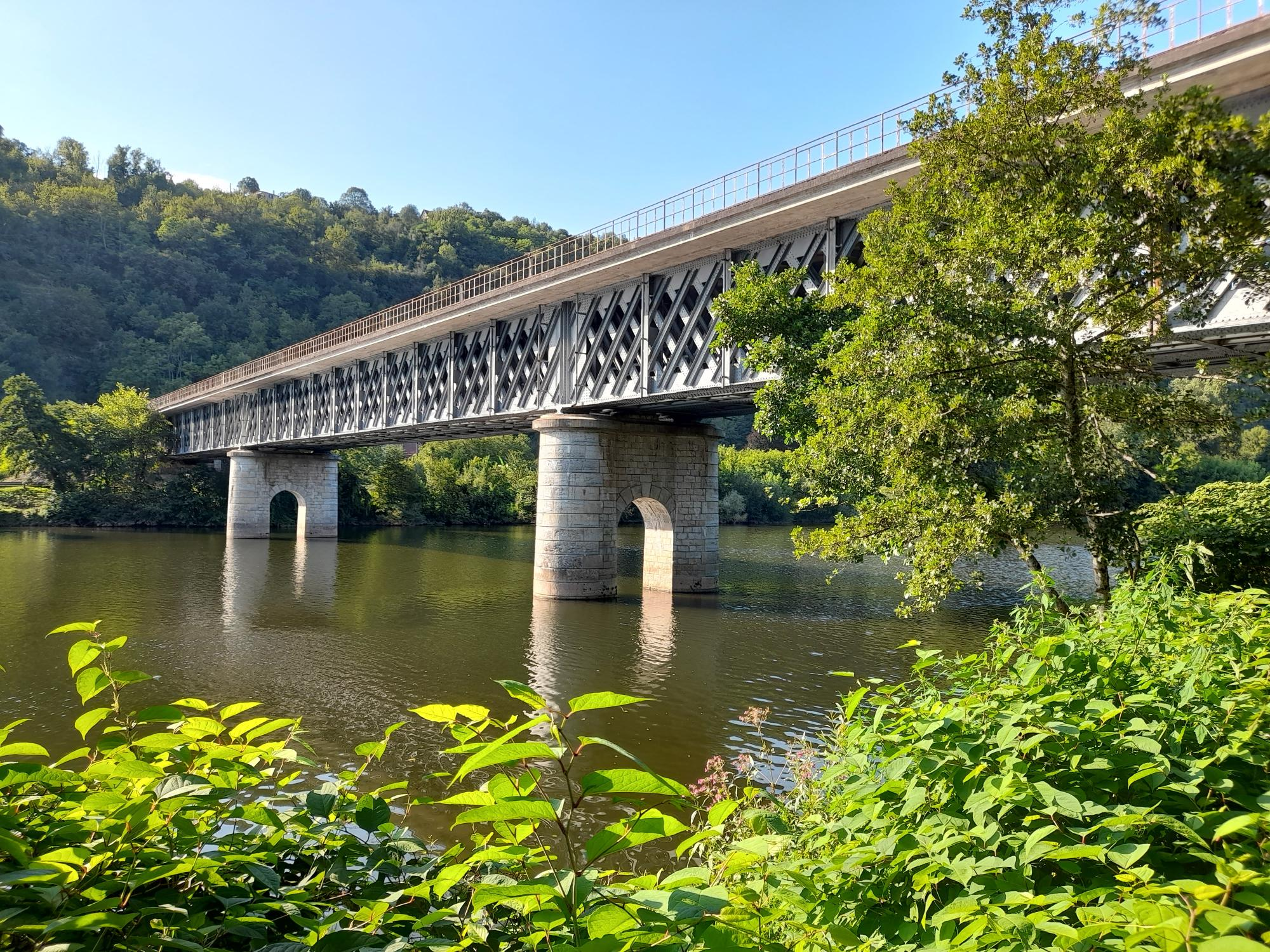
Le pont ferroviaire Eiffel

L'histoire de la ville de Capdenac-Gare débute en 1857, alors que Charles de Morny, demi-frère de l'empereur Napoléon III qui règne alors à Paris, est à la tête de la Compagnie d'Orléans. C'est lui qui est à l'origine du tracé de la voie ferrée et du choix du lieu-dit Tinsou dans la commune de Saint-Julien-d'Empare pour l'emplacement de la gare. La compagnie d'Orléans authentifiera la dénomination de Capdenac-Gare en 1859. Le chemin de fer s'arrêtait, au départ, à Tinsou. Venant de Montauban, destiné à atteindre par le Lot le bassin houiller d'Aubin-Decazeville en pleine expansion, ce trafic s'opère alors par la rivière. Le charbon partait du bassin par le Lot puis était amené jusqu'à Tinsou et partait ensuite en train vers Montauban. Le développement de la station va être extrêmement rapide. En 1859, la gare occupe déjà 13 hectares. C'est en 1860 que la ligne ira jusqu'à Rodez. En 1862, est inaugurée la ligne de Brive à Capdenac, après que Gustave Eiffel a conçu le pont métallique qui enjambe le Lot.

### Expansion de la nouvelle ville

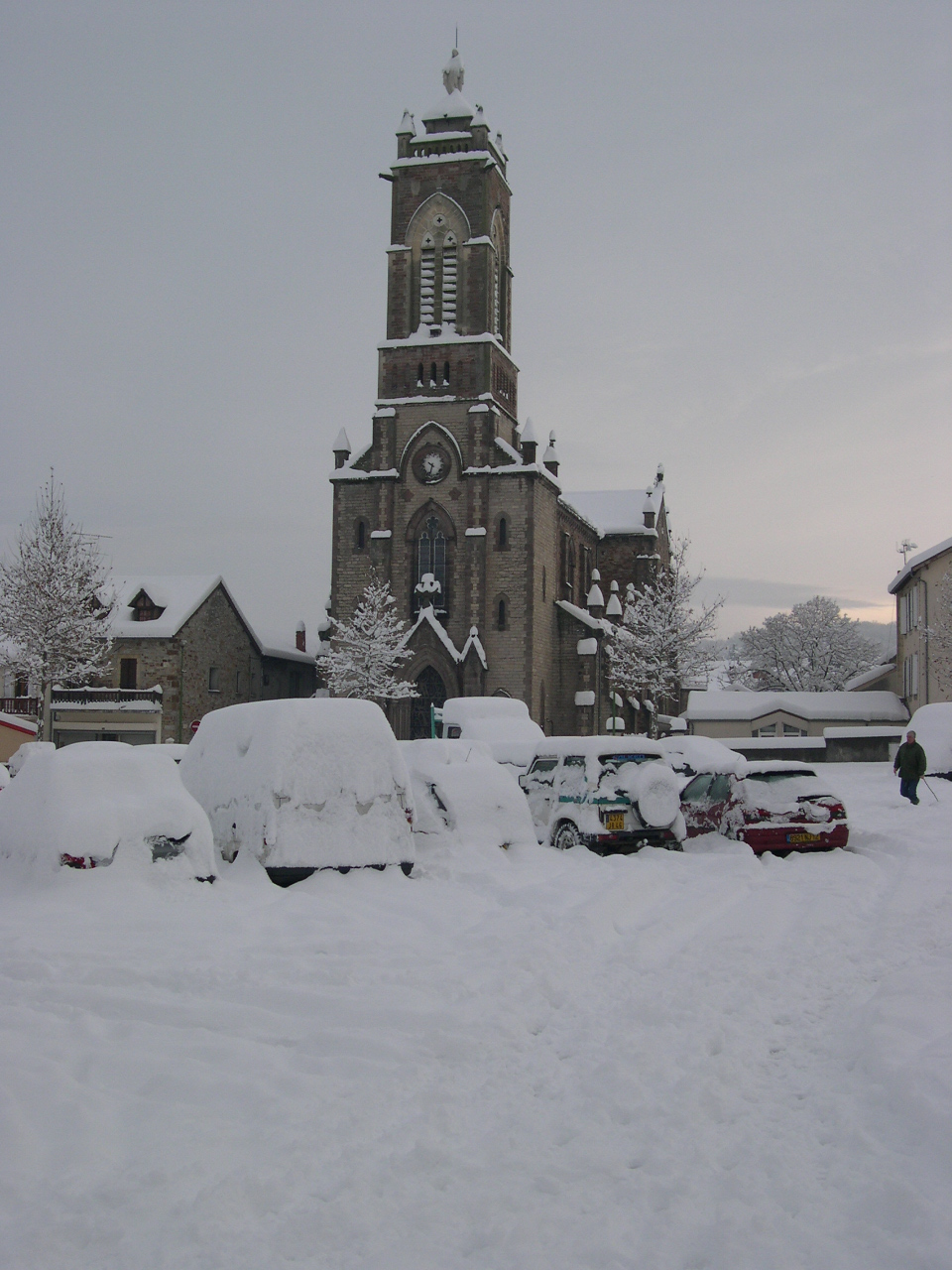
L'église Notre-Dame-des-Voyageurs sous la neige le 29 janvier 2006

Parallèlement au développement de la gare, la nouvelle cité de Capdenac-Gare se construit. Ainsi, la nouvelle ville est bâtie sur une vaste plaine, qui parait quasi-désertique, à l'exception de quelques hameaux isolés (tels la Boudonie ou la Peyrade), sur le cadastre dit napoléonien. Pour loger les employés et les ouvriers qui travaillaient à la gare, la Compagnie d'Orléans fait construire une série de bâtiments baptisés "casernes". En 1866, la commune de Saint-Julien-d'Empare atteint les 2 092 habitants. La même année, la maison Raynal et Roquelaure va faire ses premiers pas. M. Raynal était devenu le gérant du Buffet de la Gare et M. Roquelaure était son chef cuisinier. La renommée de leurs produits dépassa rapidement les limites de la commune. C'est alors qu'est créée l'entreprise de conserves alimentaires que nous connaissons toujours aujourd’hui. Le 7 juillet 1884, le conseil municipal demande que le chef-lieu de la commune soit transféré à Capdenac. Le 16 mai 1891, Capdenac est érigé en commune. La commune de Saint-Julien-d'Empare devient alors Capdenac-Gare. La commune continue son développement et en 1899, on construit une église plus importante que la précédente : Notre-Dame-des-Voyageurs.

### XXeetXXIesiècles
Capdenac-Gare devient chef-lieu du canton en 1922 aux dépens d'Asprières.
Durant l'occupation allemande lors de la Seconde Guerre mondiale, Capdenac est un foyer de résistance. Des enfants juifs sont cachés par deux sœurs, Denise Bergon et Marguerite Roques, dans le couvent Notre-Dame-de-Massip à Capdenac,. De nombreuses actions de résistance ont eu lieu. Un groupe important du maquis de Montmurat fait sauter l'aiguillage du Soulier, immobilisant ainsi les convois nazis en direction de Paris. Ce groupe est intercepté par les Allemands et exécuté.
En 2007, soit 150 ans après sa création, Capdenac-Gare est une ville jeune et comptait en 2022  4394 habitants.

## Politique et administration

### Découpage territorial
La commune de Capdenac-Gare est membre de la communauté de communes Grand-Figeac, un établissement public de coopération intercommunale (EPCI) à fiscalité propre créé le 1er janvier 2017 dont le siège est à Figeac. Ce dernier est par ailleurs membre d'autres groupements intercommunaux.
Sur le plan administratif, elle est rattachée à l'arrondissement de Villefranche-de-Rouergue, au département de l'Aveyron et à la région Occitanie. Sur le plan électoral, elle dépend du canton de Lot et Montbazinois pour l'élection des conseillers départementaux, depuis le redécoupage cantonal de 2014 entré en vigueur en 2015, et de la deuxième circonscription de l'Aveyron pour les élections législatives, depuis le dernier découpage électoral de 2010.

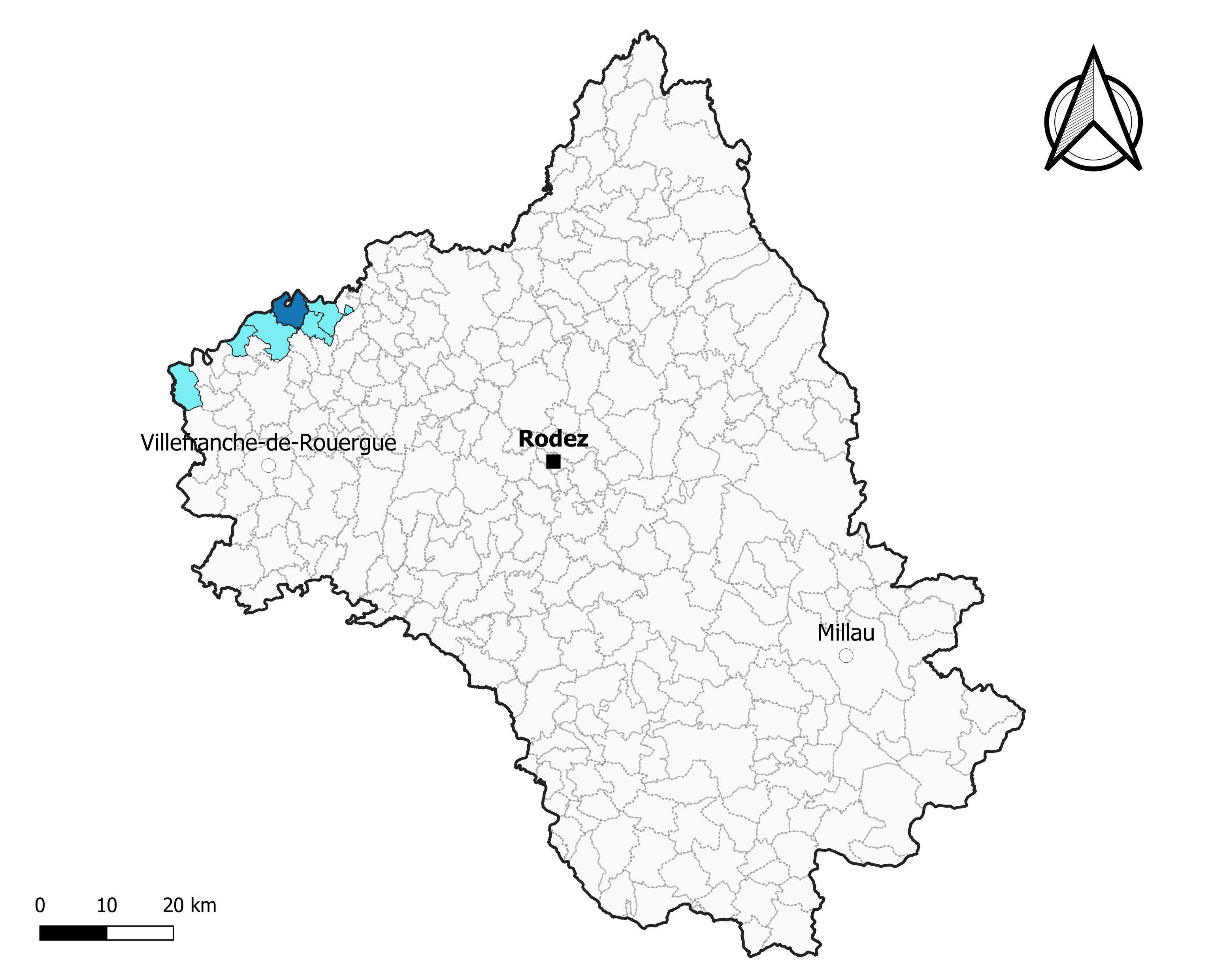
Capdenac-Gare dans l'intercommunalité en 2020.
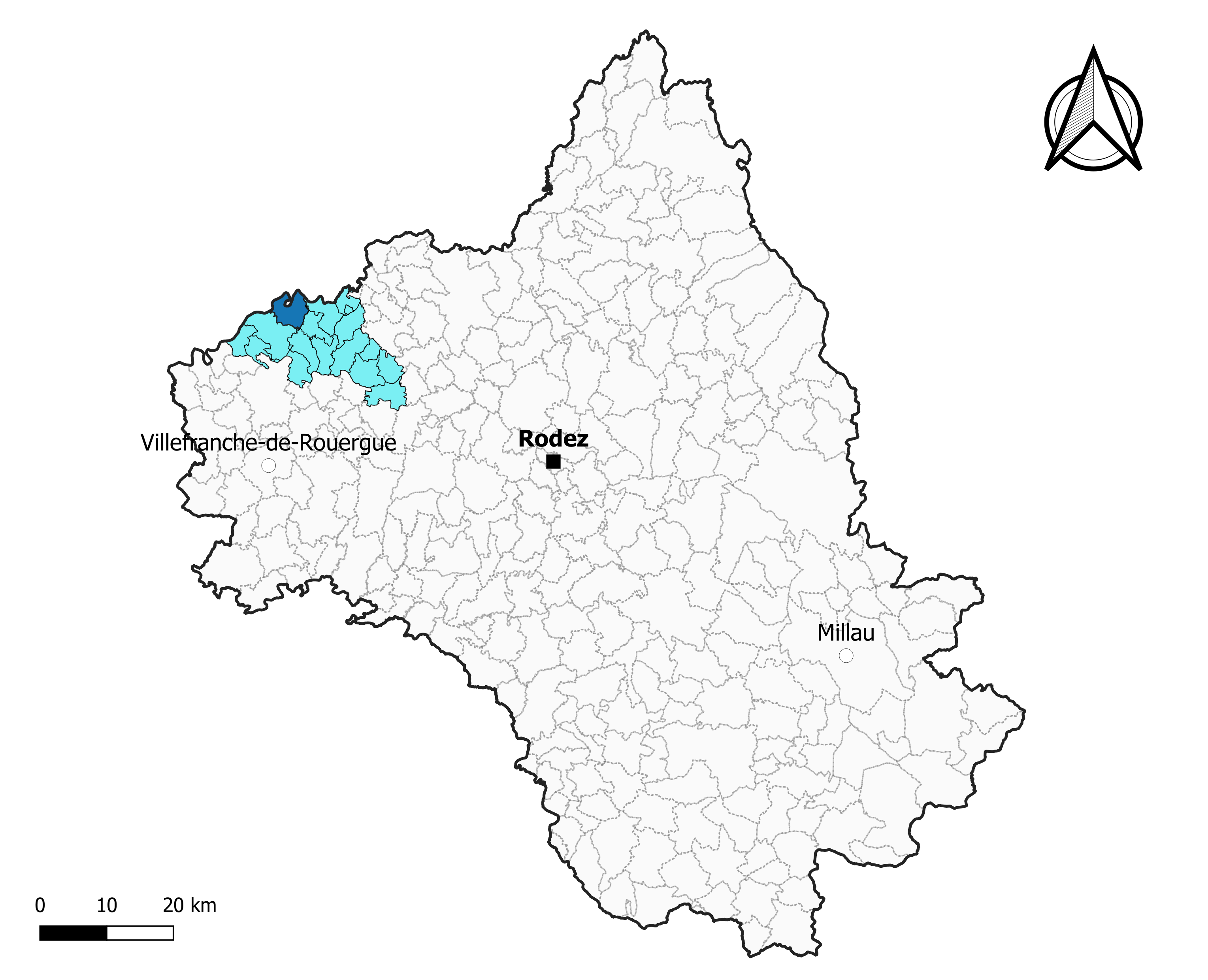
Capdenac-Gare dans le canton de Lot et Montbazinois en 2020.
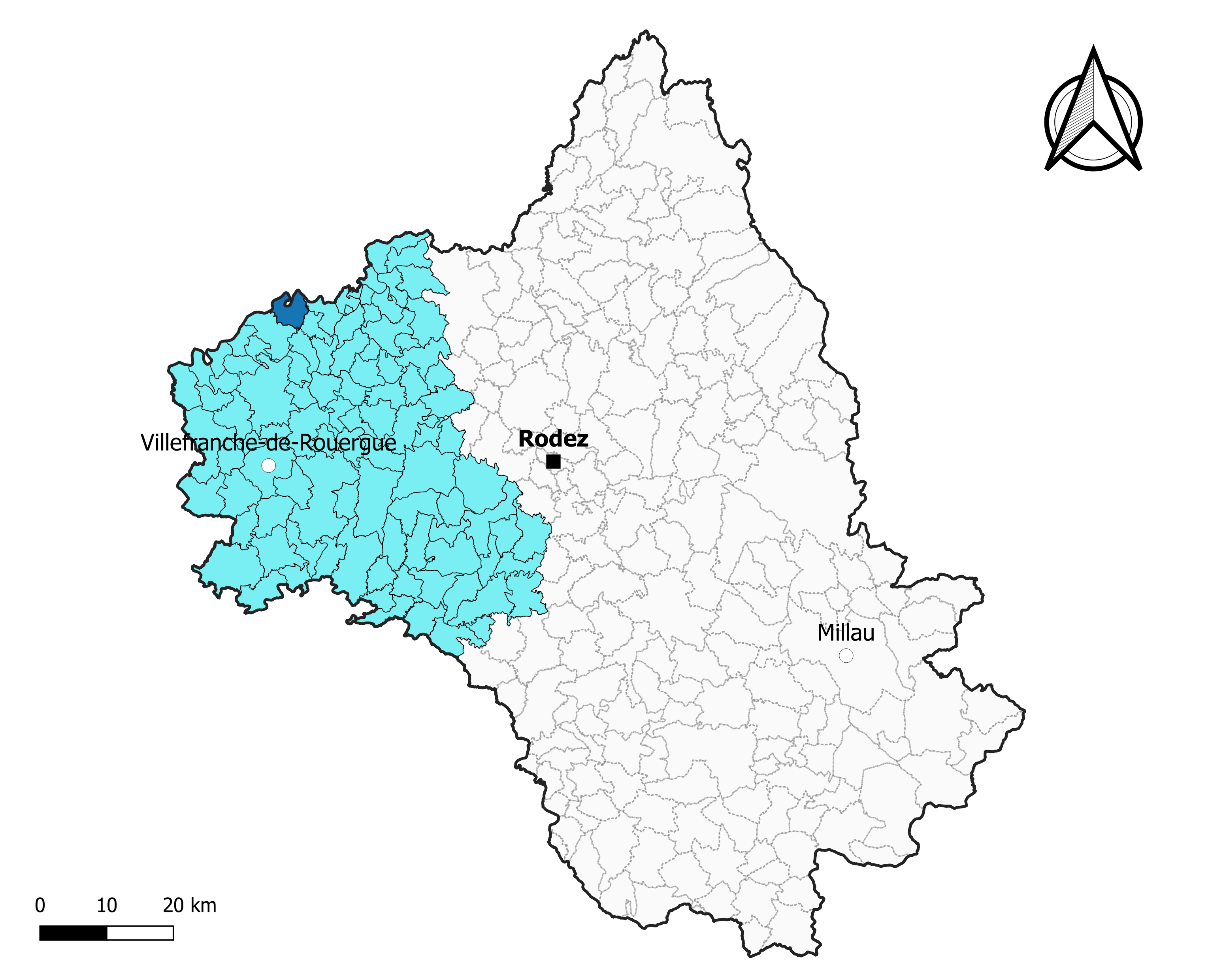
Capdenac-Gare dans l'arrondissement de Villefranche-de-Rouergue en 2020.

### Élections municipales et communautaires

#### Élections de 2020
Le conseil municipal de Capdenac-Gare, commune de plus de 1 000 habitants, est élu au scrutin proportionnel de liste à deux tours (sans aucune modification possible de la liste), pour un mandat de six ans renouvelable. Compte tenu de la population communale, le nombre de sièges à pourvoir lors des élections municipales de 2020 est de 27. Les vingt-sept conseillers municipaux sont élus au premier tour avec un taux de participation de 29,62 %, issus de la seule liste candidate, conduite par Stéphane Berard. Stéphane Berard, maire sortant, est réélu pour un nouveau mandat le 28 mai 2020.
Les neuf sièges attribués à la commune au sein du conseil communautaire de la communauté de communes Grand-Figeac sont alloués à la liste de Stéphane Berard.

#### Liste des maires
| Période                                  | Période  | Identité         | Étiquette | Qualité                     |
| ---------------------------------------- | -------- | ---------------- | --------- | --------------------------- |
| 1891                                     | 1892     | Alexis Cambon    |           |                             |
| 1892                                     | 1894     | Elie Caville     |           |                             |
| 1894                                     | 1912     | François Andrieu |           |                             |
| 1912                                     | 1919     | Jean Bonnet      |           |                             |
| 1919                                     | 1924     | Arthur Blaviel   |           |                             |
| 1925                                     | 1929     | Jean Bonnet      |           |                             |
| 1929                                     | 1941     | Maurice Gres     | SFIO      | Ajusteur Conseiller général |
| 1941                                     | 1944     | J. P. E. Cambon  |           |                             |
| 1944                                     | 1965     | Maurice Grès     | SFIO      | Conseiller général          |
| 1965                                     | 1977     | René Ferrie      | PS        |                             |
| 1977                                     | 1989     | Pierre Riols     | PS        | Conseiller général          |
| mars 1989                                | 2008     | Claude Delhon    | PS        |                             |
| mars 2008                                | En cours | Stéphane Bérard, | PS        | Conseiller régional         |
| Les données manquantes sont à compléter. |          |                  |           |                             |

### Jumelages
Cette ville est jumelée à Hudești en Roumanie depuis 1993.

## Population et société

### Démographie
L'évolution du nombre d'habitants est connue à travers les recensements de la population effectués dans la commune depuis 1793. Pour les communes de moins de 10 000 habitants, une enquête de recensement portant sur toute la population est réalisée tous les cinq ans, les populations de référence des années intermédiaires étant quant à elles estimées par interpolation ou extrapolation. Pour la commune, le premier recensement exhaustif entrant dans le cadre du nouveau dispositif a été réalisé en 2004.

En 2022, la commune comptait 4 394 habitants, en évolution de −3,41 % par rapport à 2016 (Aveyron : +0,37 %, France hors Mayotte : +2,11 %).
| 1793 | 1800 | 1806  | 1821  | 1831  | 1836  | 1841  | 1846  | 1851  |
| ---- | ---- | ----- | ----- | ----- | ----- | ----- | ----- | ----- |
| 863  | 945  | 1 489 | 1 471 | 1 504 | 1 486 | 1 481 | 1 466 | 1 710 |

| 1856  | 1861  | 1866  | 1872  | 1876  | 1881  | 1886  | 1891  | 1896  |
| ----- | ----- | ----- | ----- | ----- | ----- | ----- | ----- | ----- |
| 1 738 | 1 886 | 2 092 | 2 614 | 2 896 | 2 965 | 3 398 | 3 265 | 3 542 |

| 1901  | 1906  | 1911  | 1921  | 1926  | 1931  | 1936  | 1946  | 1954  |
| ----- | ----- | ----- | ----- | ----- | ----- | ----- | ----- | ----- |
| 3 566 | 3 753 | 4 348 | 4 487 | 5 224 | 5 519 | 5 431 | 5 417 | 5 435 |

| 1962  | 1968  | 1975  | 1982  | 1990  | 1999  | 2004  | 2006  | 2009  |
| ----- | ----- | ----- | ----- | ----- | ----- | ----- | ----- | ----- |
| 5 520 | 5 937 | 5 840 | 5 365 | 4 818 | 4 587 | 4 601 | 4 673 | 4 492 |

| 2014  | 2019  | 2022  | - | - | - | - | - | - |
| ----- | ----- | ----- | - | - | - | - | - | - |
| 4 558 | 4 419 | 4 394 | - | - | - | - | - | - |

L'agglomération de Capdenac regroupe Capdenac-gare et la municipalité de Capdenac dans le Lot.

### Enseignement
Capdenac-Gare possède quatre écoles : les écoles maternelles publiques Beau Soleil et Chantefable, l'école élémentaire publique Pierre Riols et l'école maternelle et primaire privée Jeanne d'Arc.
Il y a aussi deux collèges : le collège public Voltaire et le collège privé Saint-Louis.
Capdenac-Gare a adopté le dispositif passerelle dans une école maternelle et dispose d’une crèche : La Farand'Olt.

### Manifestations culturelles et festivités
Capdenac-gare dispose de nombreux atouts dans le domaine culturel : d'abord un cinéma, Atmosphère, à la programmation variée. Ensuite des associations, dont la principale Derrière Le Hublot, spécialisée dans les arts de la rue, est reconnue comme Scène conventionnée d'intérêt national -art en territoire. Les Nuits & les Jours de Querbes, association spécialisée dans la littérature et le jazz contemporains, née à Asprières, et transférée à Capdenac en 2020. Ces deux associations proposent un festival, l'un à la Pentecôte, l'autre début août et une Saison. On doit aussi citer Courants d'art, pour l'art contemporain, Cap'Musique pour l'apprentissage musical, le Caveau de la gare

### Santé
La ville de Capdenac-Gare dispose d’une maison de santé pluriprofessionnelle nommée Madeleine Brès.

### Sports
On trouve à Capdenac-Gare de nombreux équipements. Il y a trois gymnases, dont un exclusivement pour les sports de raquettes, une piscine, un terrain de football et de rugby, un mini skate-park, trois terrains de tennis, un terrain de minigolf et des espaces pour jouer à la pétanque. On trouve aussi un parc équipé d'installations pour les enfants, ainsi que des circuits pour la marche et le vélo. Capdenac-Gare possède de nombreux clubs sportifs : football, rugby, tennis, vélo ou même tir.

### Médias
Trois journaux quotidiens couvrent l'actualité locale : Centre Presse (Aveyron), La Dépêche du Midi et Midi libre.

### Cultes
Deux églises sont recensées : l’église Notre-Dame-des-voyageurs, place du 14 juillet, à Capdenac-Gare, et l'église Saint-Julien de Saint-Julien-d’Empare.

## Économie

### Revenus
En 2018 (données Insee publiées en septembre 2021), la commune compte 2 162 ménages fiscaux, regroupant 4 340 personnes. La médiane du revenu disponible par unité de consommation est de 20 030 € (20 640 € dans le département). 42 % des ménages fiscaux sont imposés (% dans le département).

### Emploi
| Division       | 2008  | 2013  | 2018  |
| -------------- | ----- | ----- | ----- |
| Commune        | 7,1 % | 8,9 % | 9,2 % |
| Département    | 5,4 % | 7,1 % | 7,1 % |
| France entière | 8,3 % | 10 %  | 10 %  |

En 2018, la population âgée de 15 à 64 ans s'élève à 2 516 personnes, parmi lesquelles on compte 76,8 % d'actifs (67,6 % ayant un emploi et 9,2 % de chômeurs) et 23,2 % d'inactifs,. Depuis 2008, le taux de chômage communal (au sens du recensement) des 15-64 ans est supérieur à celui du département, mais inférieur à celui de la France.
La commune fait partie de la couronne de l'aire d'attraction de Figeac, du fait qu'au moins 15 % des actifs travaillent dans le pôle,. Elle compte 2 171 emplois en 2018, contre 2 122 en 2013 et 2 186 en 2008. Le nombre d'actifs ayant un emploi résidant dans la commune est de 1 724, soit un indicateur de concentration d'emploi de 126 % et un taux d'activité parmi les 15 ans ou plus de 50,6 %.
Sur ces 1 724 actifs de 15 ans ou plus ayant un emploi, 835 travaillent dans la commune, soit 48 % des habitants. Pour se rendre au travail, 82,6 % des habitants utilisent un véhicule personnel ou de fonction à quatre roues, 0,8 % les transports en commun, 13,1 % s'y rendent en deux-roues, à vélo ou à pied et 3,5 % n'ont pas besoin de transport (travail au domicile).

### Activités hors agriculture

#### Secteurs d'activités
364 établissements sont implantés à Capdenac-Gare au 31 décembre 2019. Le tableau ci-dessous en détaille le nombre par secteur d'activité et compare les ratios avec ceux du département,.
| Secteur d'activité                                                                                        | Commune | Commune | Département |
| Secteur d'activité                                                                                        | Nombre  | %       | %           |
| --- | ------- | ------- | ----------- |
| Ensemble                                                                                                  | 364     | 100 %   | (100 %)     |
| Industrie manufacturière, industries extractives et autres                                                | 84      | 23,1 %  | (17,7 %)    |
| Construction                                                                                              | 45      | 12,4 %  | (13 %)      |
| Commerce de gros et de détail, transports, hébergement et restauration                                    | 89      | 24,5 %  | (27,5 %)    |
| Information et communication                                                                              | 5       | 1,4 %   | (1,5 %)     |
| Activités financières et d'assurance                                                                      | 13      | 3,6 %   | (3,4 %)     |
| Activités immobilières                                                                                    | 12      | 3,3 %   | (4,2 %)     |
| Activités spécialisées, scientifiques et techniques et activités de services administratifs et de soutien | 37      | 10,2 %  | (12,4 %)    |
| Administration publique, enseignement, santé humaine et action sociale                                    | 52      | 14,3 %  | (12,7 %)    |
| Autres activités de services                                                                              | 27      | 7,4 %   | (7,8 %)     |

Le secteur du commerce de gros et de détail, des transports, de l'hébergement et de la restauration est prépondérant sur la commune puisqu'il représente 24,5 % du nombre total d'établissements de la commune (89 sur les 364 entreprises implantées à Capdenac-Gare), contre 27,5 % au niveau départemental.

#### Entreprises
Les cinq entreprises ayant leur siège social sur le territoire communal qui génèrent le plus de chiffre d'affaires en 2020 sont :
- Raynal et Roquelaure, entreprise agroalimentaire (146 m€)
- Laboratoire Nutergia, fabrication d'aliments homogénéisés et diététiques (65 m€)
- Fives Machining, fabrication de machines-outils pour le travail des métaux (49 m€)
- Ulene, supermarchés (20 M€)
- Entreprise Capraro Et Compagnie, construction de réseaux pour fluides (19 m€)

#### Entreprises et commerces
La commune possède un tissu industriel varié avec plusieurs secteurs d’activités, parmi les principales entreprises industrielles, on peut citer :
- Raynal et Roquelaure ;
- Forest-Liné Industrie.

### Agriculture
La commune est dans le Bas Quercy, une petite région agricole occupant l'extrême-ouest du département de l'Aveyron. En 2020, l'orientation technico-économique de l'agriculture sur la commune est la combinaisons de granivores (porcins, volailles).
|               | 1988 | 2000 | 2010 | 2020 |
| ------------- | ---- | ---- | ---- | ---- |
| Exploitations | 56   | 31   | 21   | 11   |
| SAU (ha)      | 902  | 808  | 790  | 424  |

Le nombre d'exploitations agricoles en activité et ayant leur siège dans la commune est passé de 56 lors du recensement agricole de 1988 à 31 en 2000 puis à 21 en 2010 et enfin à 11 en 2020, soit une baisse de 80 % en 32 ans. Le même mouvement est observé à l'échelle du département qui a perdu pendant cette période 51 % de ses exploitations,. La surface agricole utilisée sur la commune a également diminué, passant de 902 ha en 1988 à 424 ha en 2020. Parallèlement la surface agricole utilisée moyenne par exploitation a augmenté, passant de 16 à 39 ha.

## Culture locale et patrimoine

### Lieux et monuments
- Église Saint-Julien de Saint-Julien-d'Empare.
- Église Notre-Dame-des-Voyageurs de Capdenac-Gare.
- Depuis juin 2024, la commune possède une réplique de la Tour Eiffel mesurant 28 mètres.

#### Château de Saint-Julien d'Empare
Inscrit MH (1977)
Le château de Saint-Julien d'Empare fut construit au Moyen Âge. À l’origine, il était constitué d’un corps central entre quatre tours d’angle, dont trois subsistent aujourd’hui. Ces tours portent encore des éléments architecturaux qui rappellent leur caractère fortifié : corbeaux, meurtrières, etc. L’ouvrage était entouré de fossés aujourd’hui comblés, mais dont la trace subsiste encore à l’ouest du site.

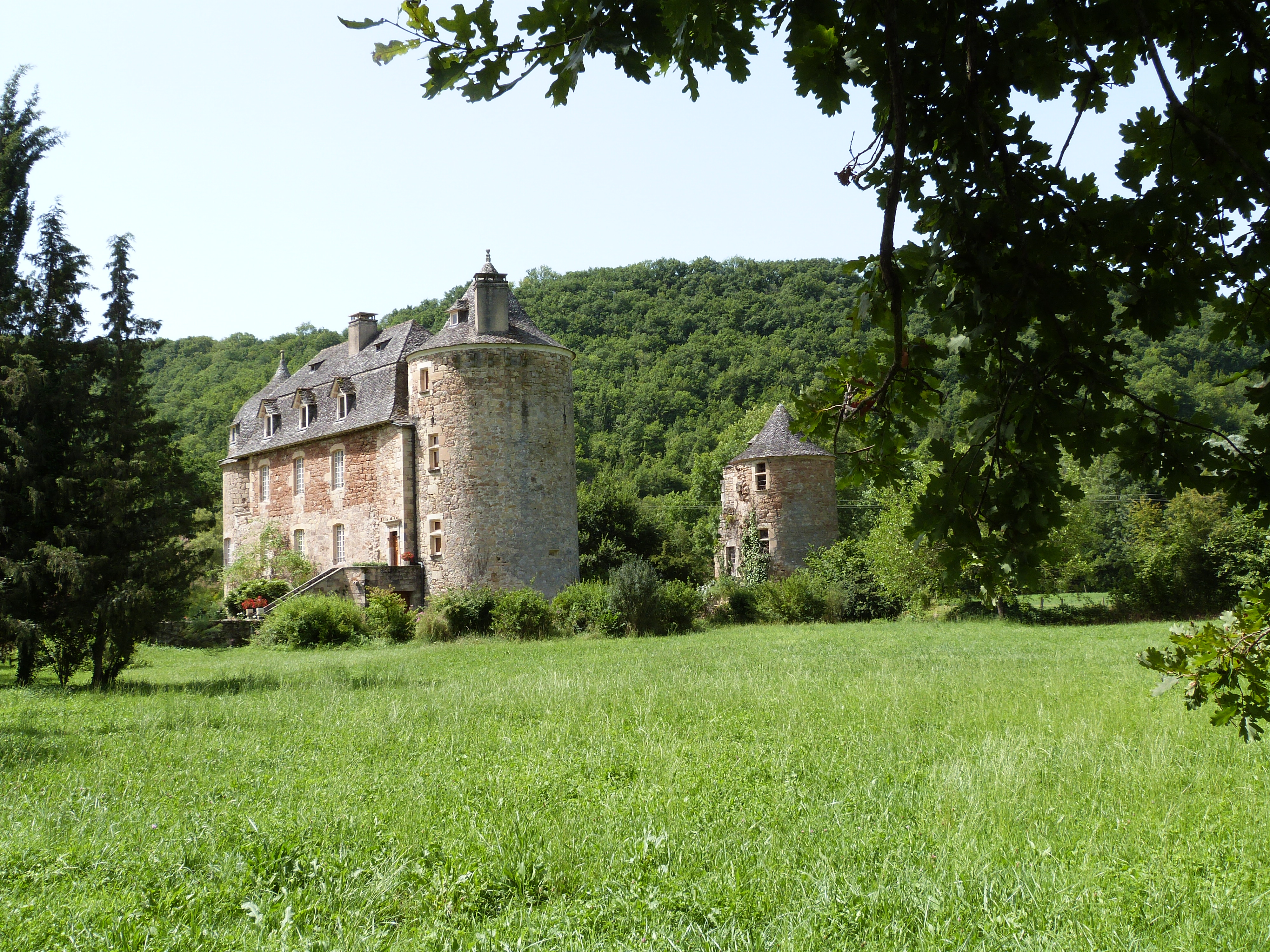
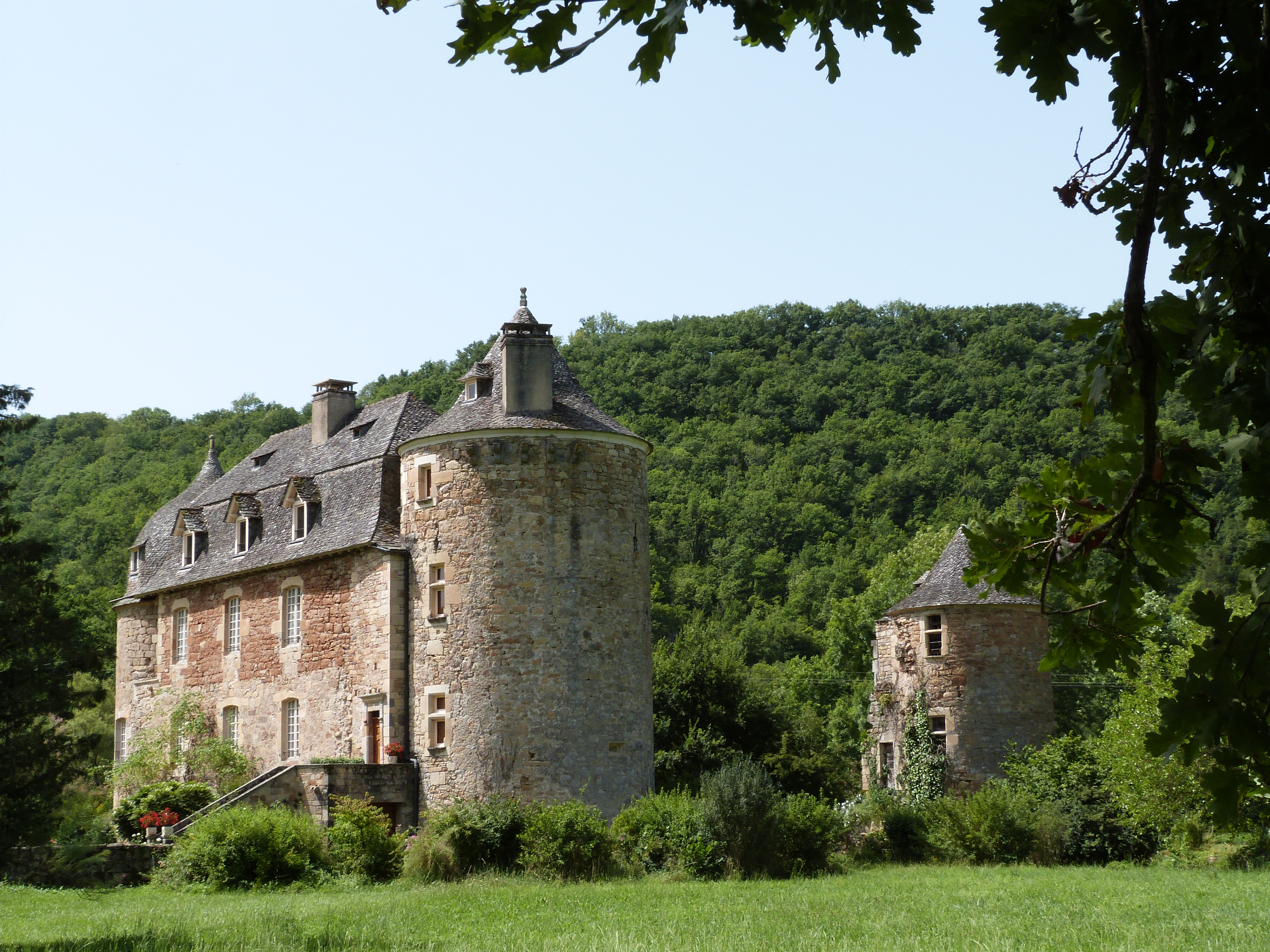
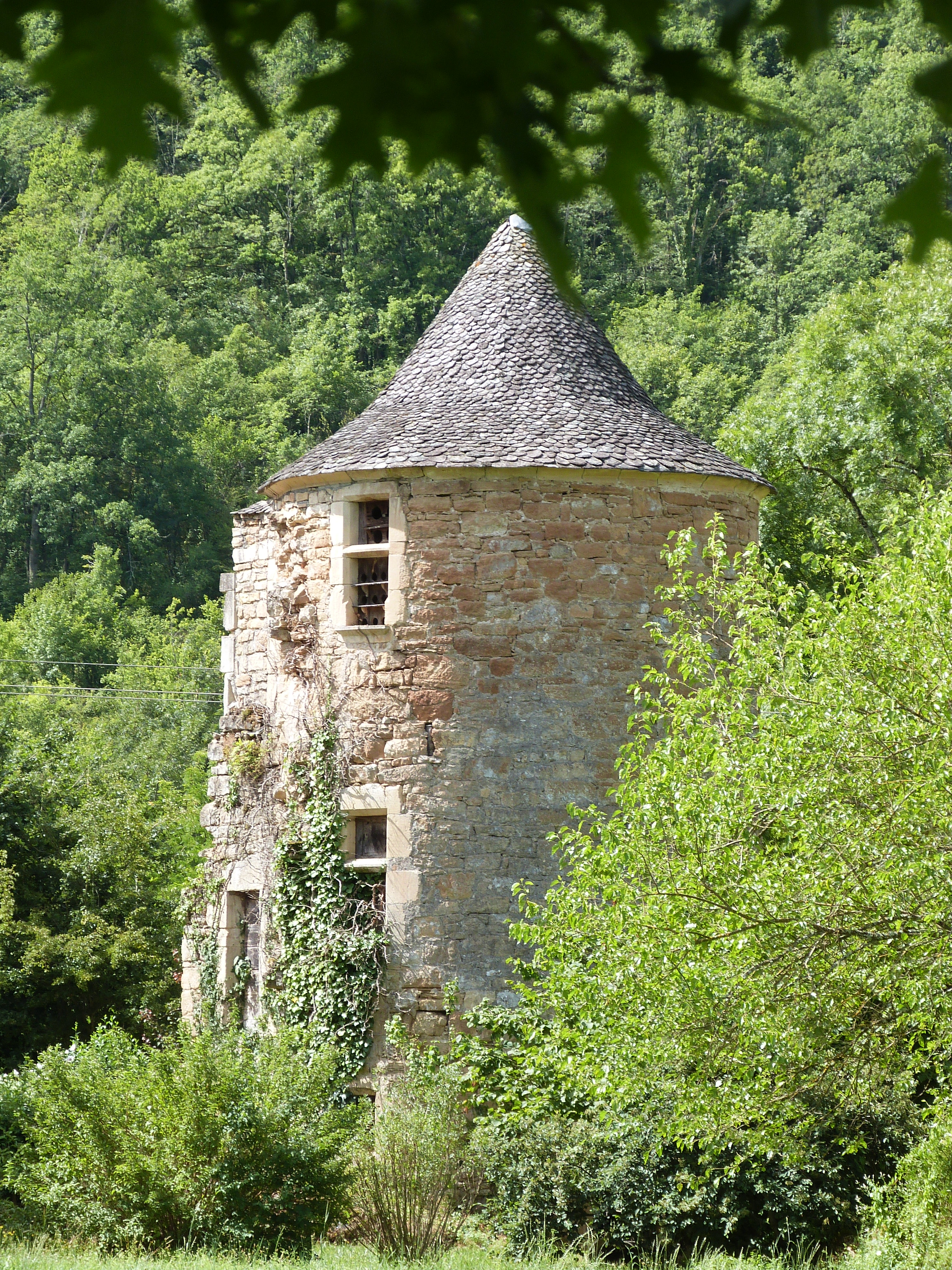
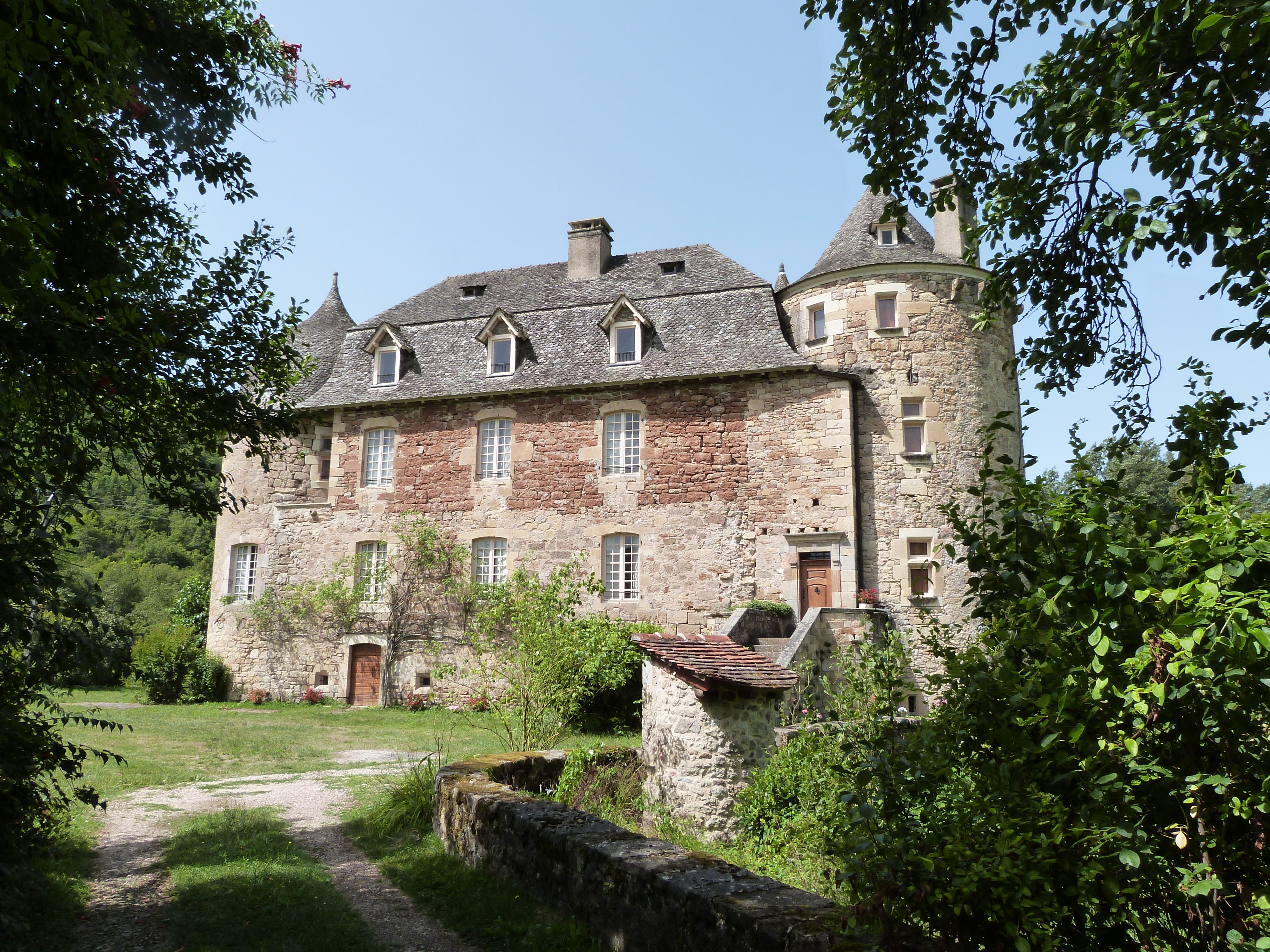

#### Château de La Coste
Ce château du XVIIe siècle désormais en ruine domine le petit hameau de La Coste.

#### Galerie Photos

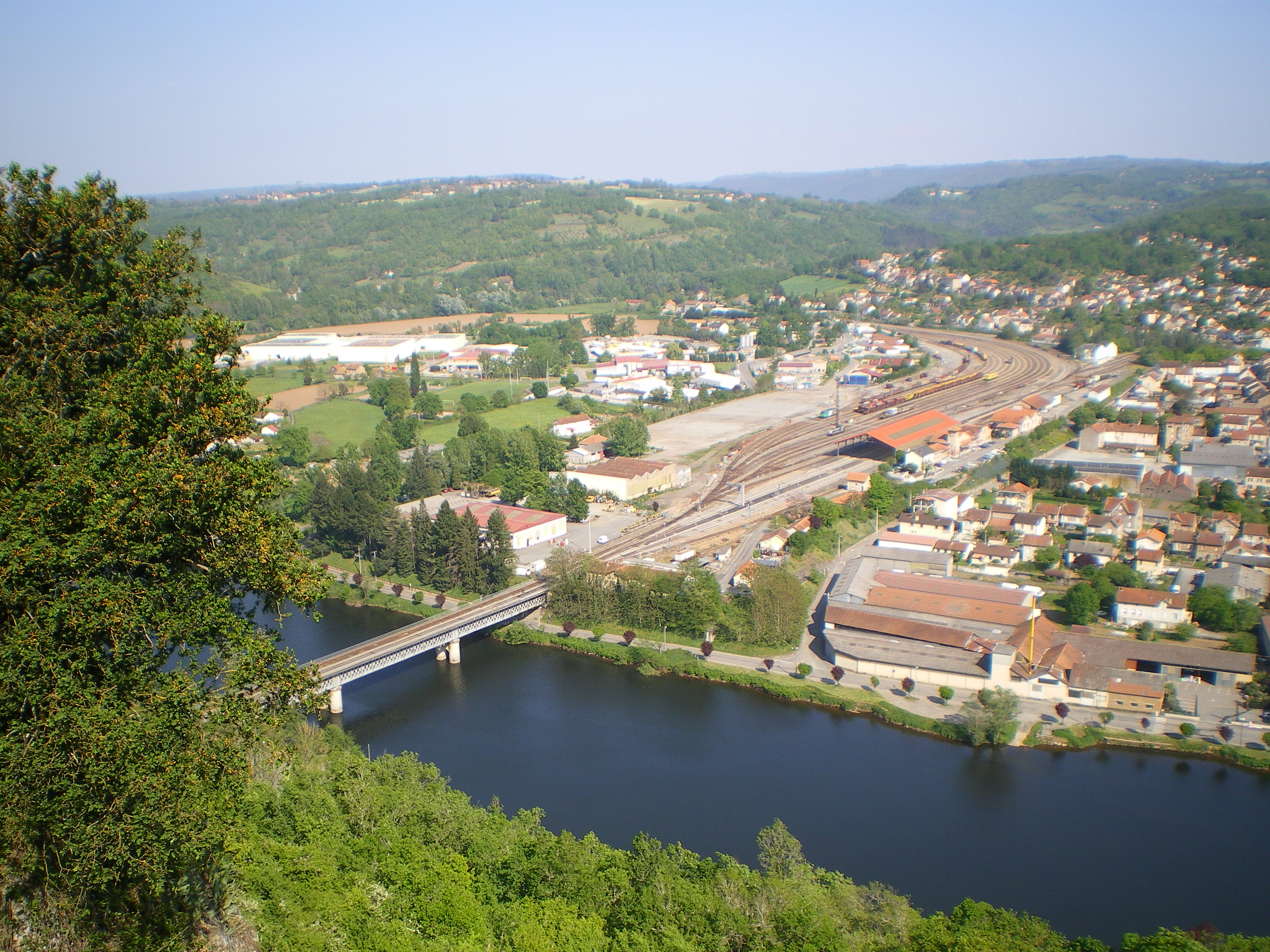
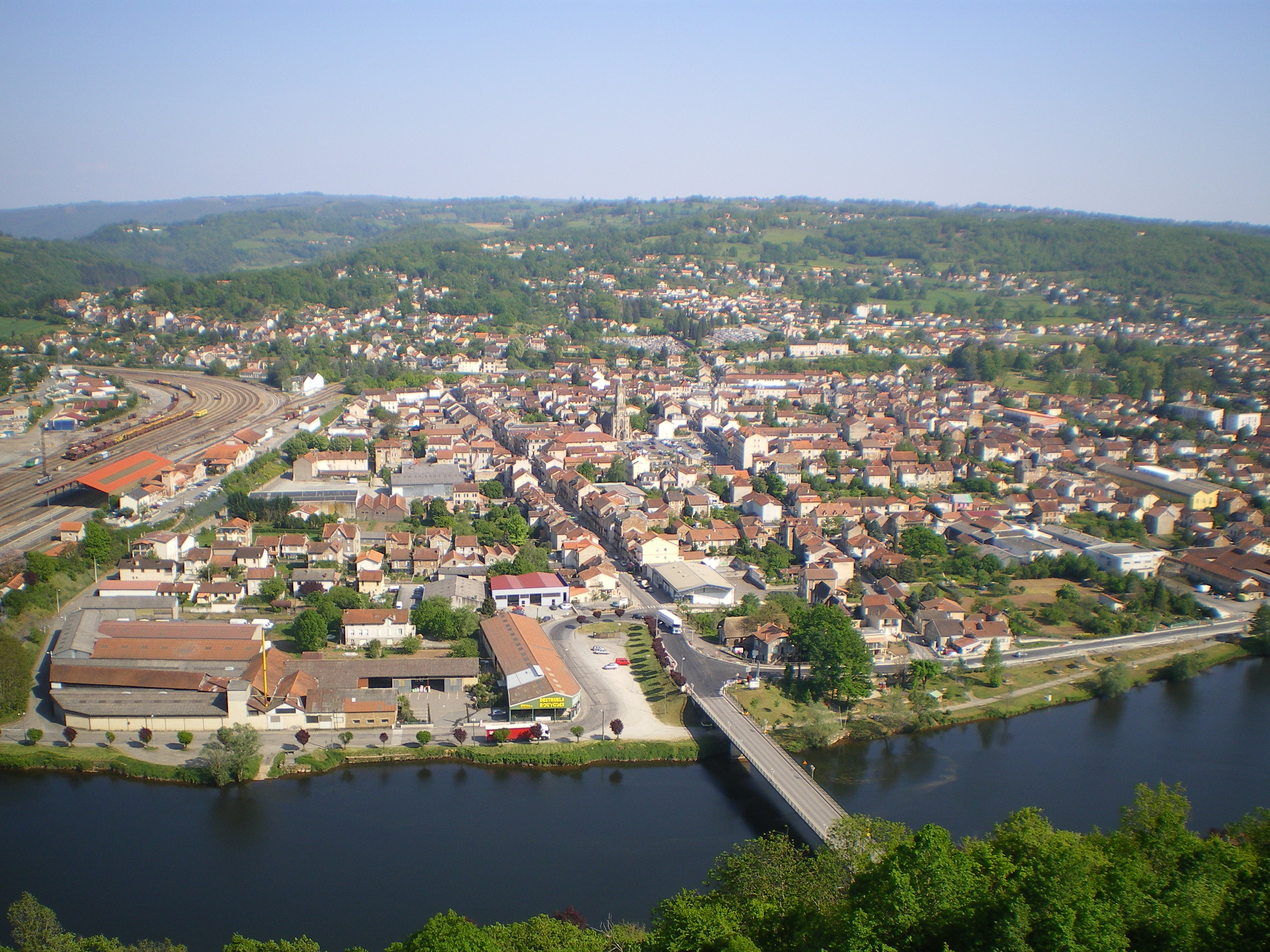
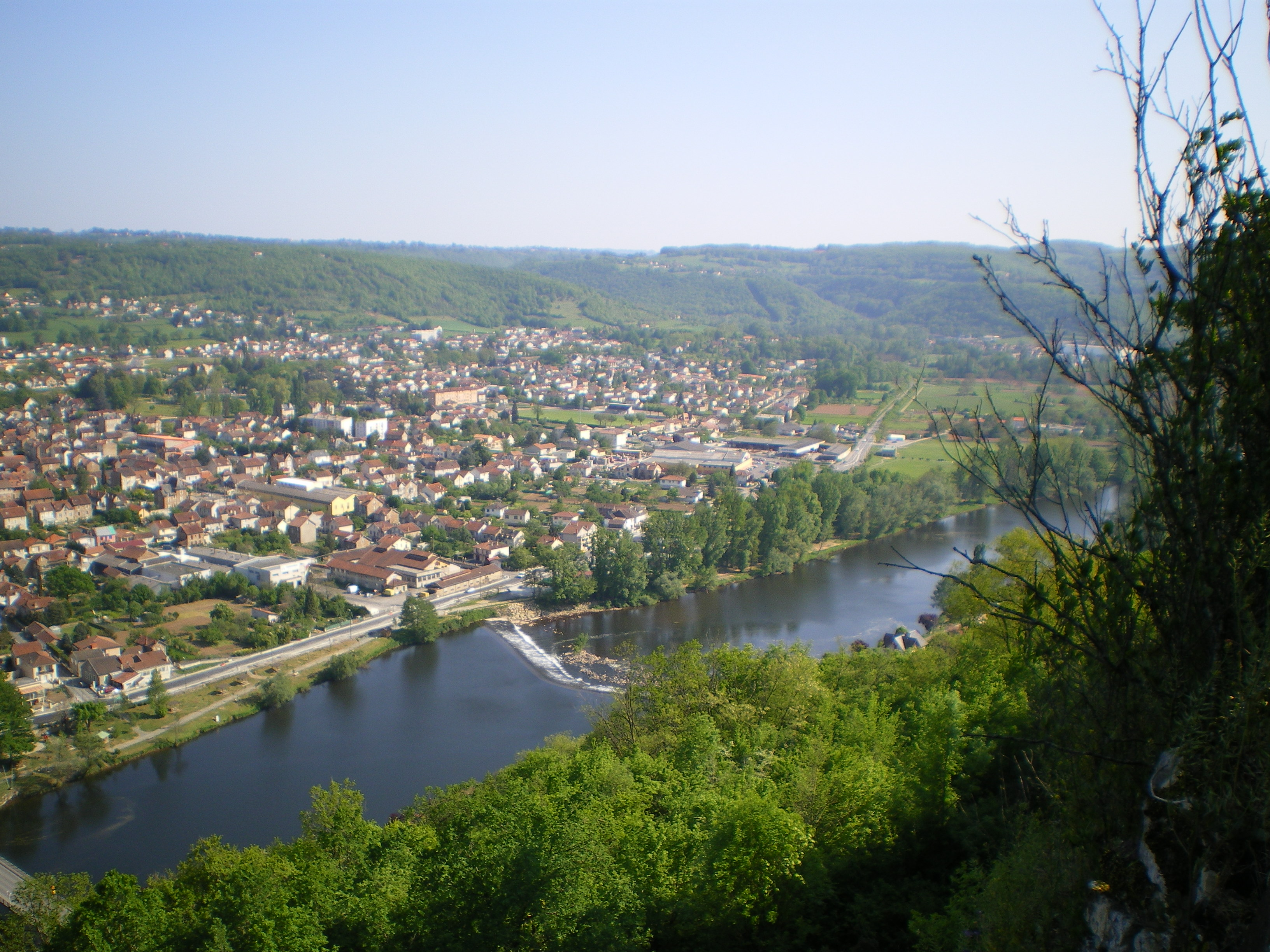

### Équipement culturel
La ville possède un cinéma et une médiathèque.

### Patrimoine naturel
- randonnées dans les alentours de la ville. Il y a des circuits pour différents niveaux (des faciles et moins faciles...).

### Personnalités liées à la commune
- Lucien Berne (1912-1993) : résistant français, Compagnon de la Libération ;
- Gilles Poux (né en 1957) : maire de La Courneuve (1996-2024), né à Capdenac-Gare.

### Héraldique
| Blason de Capdenac-Gare | De gueules à un vieux pont de trois arches d'argent sur une onde du même, surmonté d'un léopard lionné d'or, chapé fascé d'or et de sinople de six pièces. |